# 老龍坑山

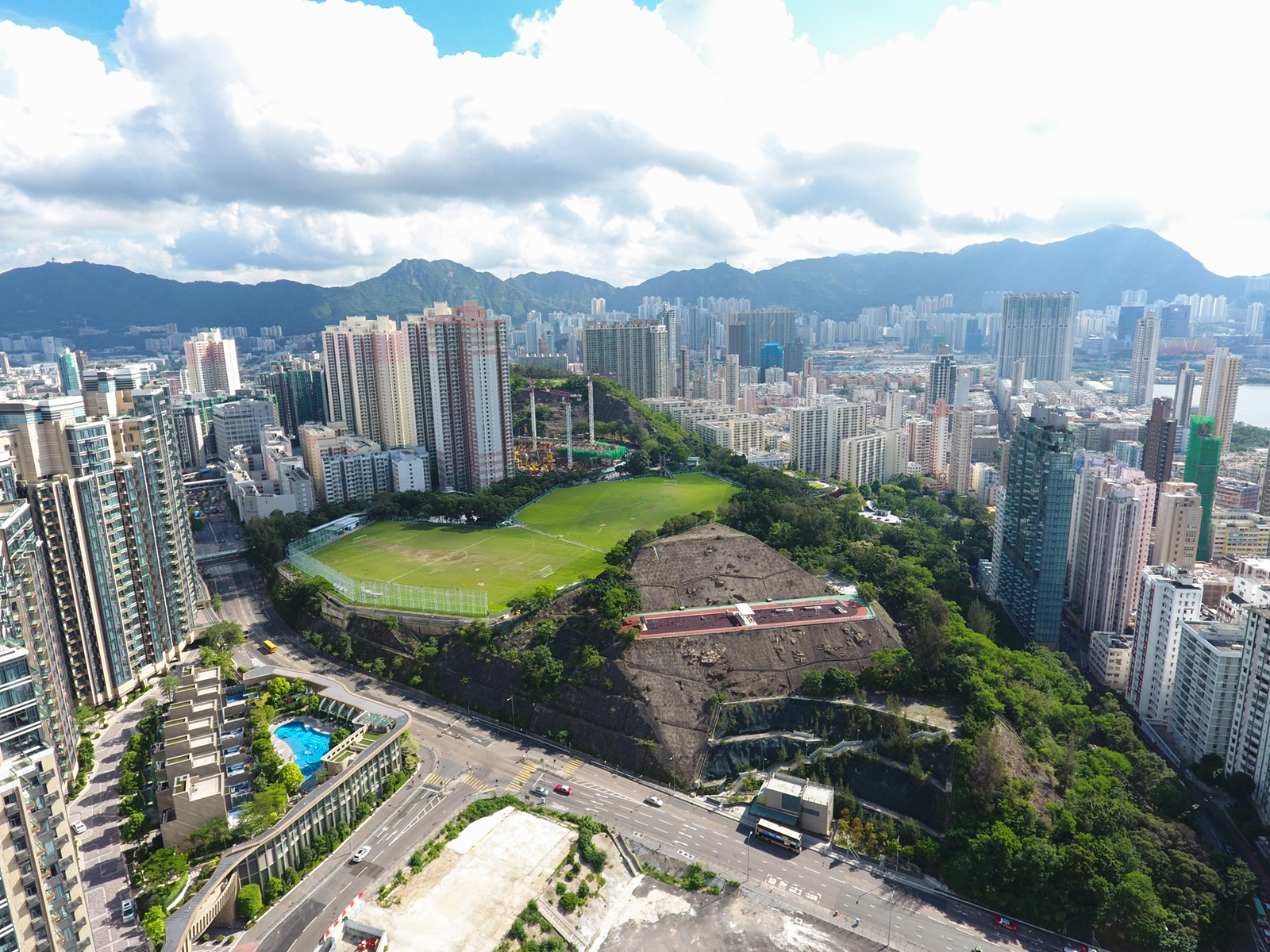
由十二號山眺望老龍坑山

老龍坑山（英語：Lo Lung Hang Hill），是指位於老龍坑西面，佛光街以東的人工斜坡上，現今東何文田配水庫向南延伸至漆咸道北一帶的高地，建有東何文田一號休憩處，山頂建有標高柱，高約海拔88米。
2012年九龍城區區議會會議上，列席的康樂及文化事務署官員表示，香港政府已規劃將現東何文田配水庫的上蓋土地建成「老龍坑公園」。